# Philip Oakey
Philip Oakey, född 2 oktober 1955 i Hinckley, Leicestershire, är en brittisk sångare mest känd som vokalist i synthpopgruppen The Human League. Han har också gett ut skivan "Philip Oakey & Giorgio Moroder" tillsammans med Giorgio Moroder som innehöll hitlåten "Together in Electric Dreams". I början av 80-talet var han känd för sin ovanliga frisyr med långt hår på ena sidan och kort på den andra. Han har hävdat att frisyren var inspirerad av hollywoodstjärnan Veronica Lake.
2003 var han med på singeln "LA Today" av Alex Gold.

## Diskografi

### Med The Human League
Studioalbum
- Reproduction (1979)
- Travelogue (1980)
- Dare (1981)
- Love and Dancing (1982)
- Hysteria (1984)
- Crash (1986)
- Romantic? (1990)
- Octopus (1995)
- Secrets (2001)
- Credo (2011)

Hitsinglar
- "Don't You Want Me" – 1981 (UK #1, U.S #1, AUS #1, NZ #1)[1]
- "Human" – 1986 (U.S #1)

### Solo
Studioalbum
- Philip Oakey & Giorgio Moroder (1985)

Singlar (med Giorgio Moroder)
- "Together in Electric Dreams" (1984)
- "Good-Bye Bad Times" (1985)
- "Be My Lover Now" (1985)

Singlar (som bidragande artist)
- "What Comes After Goodbye" (tillsammans med Respect) (1990)
- "1st Man in Space" (tillsammans med All Seeing I) (1999)
- "Rock and Roll is Dead" (tillsammans med Kings Have Long Arms) (2003)
- "LA Today" (tillsammans med Alex Gold) (2003)